# Tetragonostomina
Tetragonostomina es un género de foraminífero bentónico de la subfamilia Textulariinae, de la familia Textulariidae, de la superfamilia Textularioidea, del suborden Textulariina y del orden Textulariida. Su especie tipo es Tetragonostomina rhombiformis. Su rango cronoestratigráfico abarca el Holoceno.

## Clasificación
Tetragonostomina incluye a la siguiente especie:
- Tetragonostomina rhombiformis